# Lamis Gabir
Lamis Gabir, (anhörenⓘ arabisch لميس جابر, DMG Lamīs Ǧābir, international: Lamis Gaber, geboren am 13. August 1947) ist eine ägyptische Politikerin, Medizinerin, Journalistin und Drehbuchautorin. Gabir ist Mitglied des ägyptischen Parlaments.

## Leben
Gabir ist verheiratet mit dem Schauspieler Yahya al-Fakharani, mit dem sie zwei Söhne namens Tariq und Shadi hat.
Ende 2015 wurde sie per präsidialem Dekret des autokratischen Präsidenten Abd al-Fattah al-Sisi zum Mitglied des ägyptischen Parlamentes ernannt.

## Positionen
Vor dem Hintergrund sich verschlechternder Beziehungen zwischen Ägypten unter dem Regime von Abd al-Fattah al-Sisi und der im Gazastreifen regierenden militant-islamistischen Hamas, stellte Gabir im Jahr 2014 eine Verbindung zwischen der Hamas und terroristischen Anschlägen im Norden der ägyptischen Sinai-Halbinsel her und forderte die Ausweisung aller Palästinenser aus Ägypten und Konfiszierung von deren Eigentum.

## Wissenswertes
2022 wurde in Anwesenheit von Gabir und der Bauchtänzerin Lurdiana Tejas das von Amie Sultan gegründete Taqsim-Institut eröffnet, die erste Tanzakademie Ägyptens für Orientalischen Tanz.

## Drehbücher (Auswahl)
- 1994: Nona El Shanona (Fernsehfilm)
- 1998: Mabrouk Wa Bolbol
- 2007: al-Malik Faruq (Fernsehserie)